# Saint-Pierre-de-Belleville
Pour les articles homonymes, voir Saint-Pierre et Belleville.
Saint-Pierre-de-Belleville est une commune française située dans le département de la Savoie, en région Auvergne-Rhône-Alpes.

## Urbanisme

### Typologie
Au 1er janvier 2024, Saint-Pierre-de-Belleville est catégorisée commune rurale à habitat dispersé, selon la nouvelle grille communale de densité à sept niveaux définie par l'Insee en 2022.
Elle est située hors unité urbaine. Par ailleurs la commune fait partie de l'aire d'attraction de Saint-Jean-de-Maurienne, dont elle est une commune de la couronne,. Cette aire, qui regroupe 26 communes, est catégorisée dans les aires de moins de 50 000 habitants,.

### Occupation des sols
L'occupation des sols de la commune, telle qu'elle ressort de la base de données européenne d’occupation biophysique des sols Corine Land Cover (CLC), est marquée par l'importance des forêts et milieux semi-naturels (83,8 % en 2018), en diminution par rapport à 1990 (89 %). La répartition détaillée en 2018 est la suivante : 
forêts (73,4 %), zones agricoles hétérogènes (9,4 %), espaces ouverts, sans ou avec peu de végétation (8,6 %), zones industrielles ou commerciales et réseaux de communication (6,8 %), milieux à végétation arbustive et/ou herbacée (1,8 %).
L'IGN met par ailleurs à disposition un outil en ligne permettant de comparer l’évolution dans le temps de l’occupation des sols de la commune (ou de territoires à des échelles différentes). Plusieurs époques sont accessibles sous forme de cartes ou photos aériennes : la carte de Cassini (XVIIIe siècle), la carte d'état-major (1820-1866) et la période actuelle (1950 à aujourd'hui).

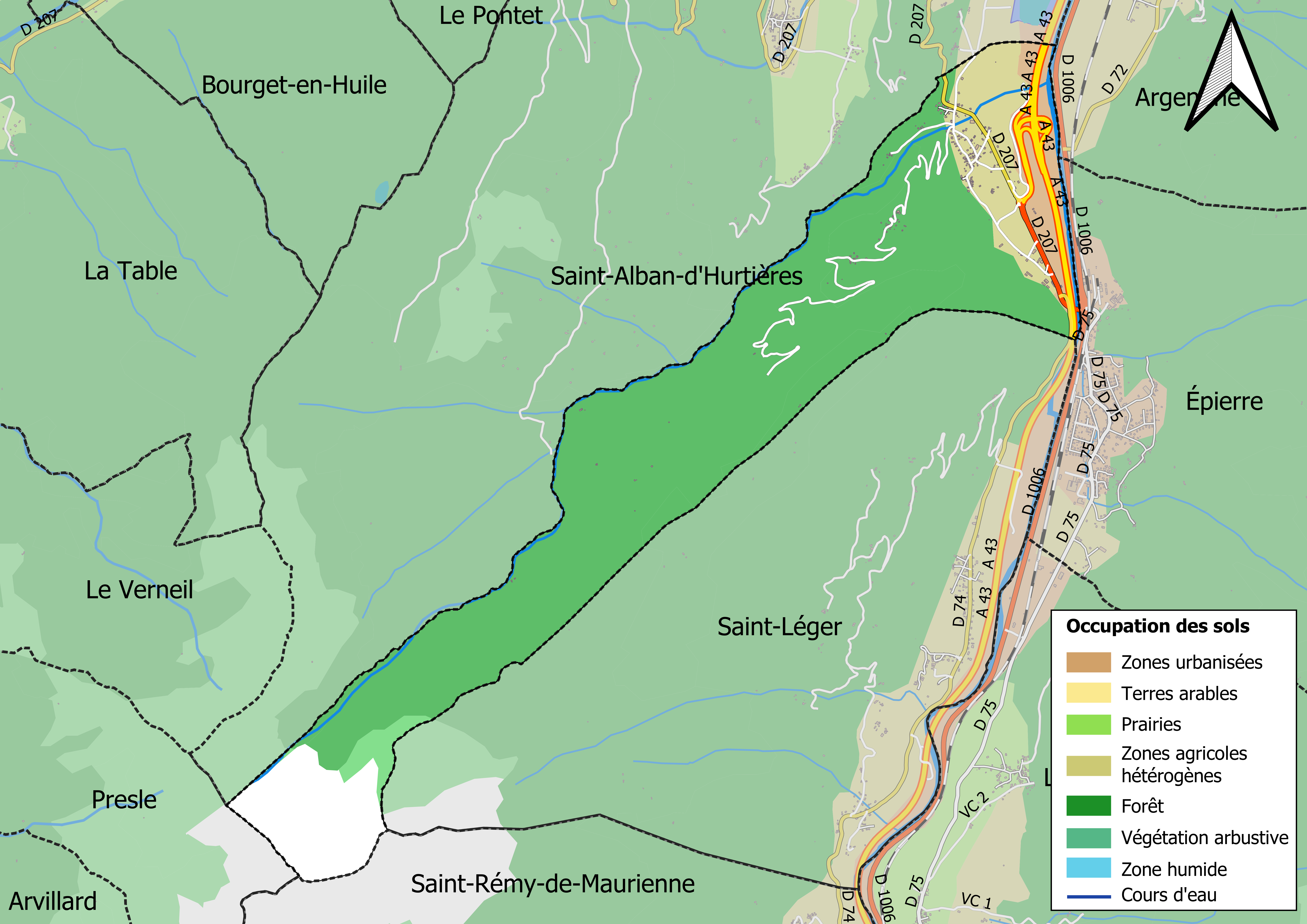
Carte des infrastructures et de l'occupation des sols en 2018 (CLC) de la commune.
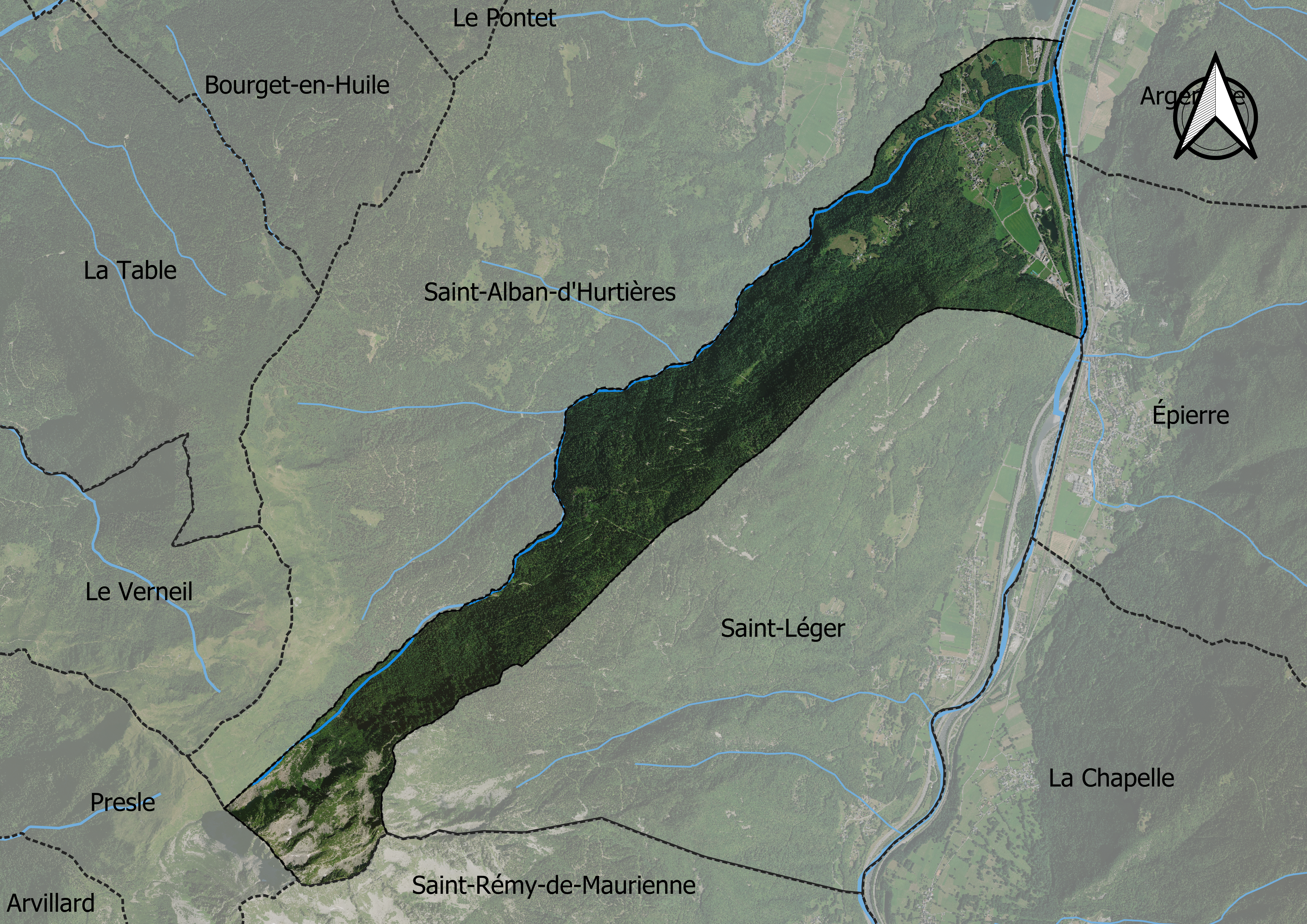
Carte orthophotogrammétrique de la commune.

## Toponymie
Les formes anciennes de Saint-Pierre-de-Belleville dans les documents sont Parochia Belleville/Bella villa (1296), Saint-Pierre-de-Belleville (XVIIIe siècle,. On trouve la forme ancienne de Belleville-d'Hurtière. Au cours de l'occupation du duché de Savoie par la France révolutionnaire, puis impériale, la commune prend le nom d'Arbaretan/Arbarétan,.
Le toponyme est composé du nom de l'apôtre Pierre, auquel est associé le nom de Belleville. Ville, latin villa, désigne au cours de la période médiévale le « principal village d'une paroisse » ou un « terroir cultivé et habité ».
Les recherches n’ont pas permis de trouver de forme selon la graphie de Conflans.
Le village de La Corbière est mentionné dès le VIIIe siècle avec son prieuré mentionné dans le testament du Patrice Abbon, en 739. On trouve les formes prior Corberie(1080), Ecclesia beati Jacobi de Corberia (1129), prior de Corberia (1257), Sanctum Petrum de Corberia (1444). Selon le Adolphe Gros, « le suffixe -ière [...] s'ajoute ordinairement à un nom d'homme ». Corbaria est donc le toponyme formé d'un nom d'homme, Corbus, le corbeau. Le chanoine Gros écarte, par contre, la traduction « pays des Corbeaux ».

## Politique et administration
| Période                                  | Période  | Identité                   | Étiquette | Qualité |
| ---------------------------------------- | -------- | -------------------------- | --------- | ------- |
|                                          |          | Narcisse Chamberod         | SE        |         |
| mars 2001                                | mai 2020 | Joëlle Chamberod-Chourgnoz | SE        |         |
| Les données manquantes sont à compléter. |          |                            |           |         |

## Démographie
L'évolution du nombre d'habitants est connue à travers les recensements de la population effectués dans la commune depuis 1793. Pour les communes de moins de 10 000 habitants, une enquête de recensement portant sur toute la population est réalisée tous les cinq ans, les populations de référence des années intermédiaires étant quant à elles estimées par interpolation ou extrapolation. Pour la commune, le premier recensement exhaustif entrant dans le cadre du nouveau dispositif a été réalisé en 2004.

En 2022, la commune comptait 176 habitants, en évolution de +4,76 % par rapport à 2016 (Savoie : +3,63 %, France hors Mayotte : +2,11 %).
| 1793 | 1800 | 1806 | 1822 | 1838 | 1848 | 1858 | 1861 | 1866 |
| ---- | ---- | ---- | ---- | ---- | ---- | ---- | ---- | ---- |
| 250  | 257  | 282  | 296  | 275  | 256  | 291  | 297  | 292  |

| 1872 | 1876 | 1881 | 1886 | 1891 | 1896 | 1901 | 1906 | 1911 |
| ---- | ---- | ---- | ---- | ---- | ---- | ---- | ---- | ---- |
| 300  | 271  | 276  | 281  | 258  | 264  | 226  | 221  | 210  |

| 1921 | 1926 | 1931 | 1936 | 1946 | 1954 | 1962 | 1968 | 1975 |
| ---- | ---- | ---- | ---- | ---- | ---- | ---- | ---- | ---- |
| 229  | 201  | 187  | 194  | 166  | 151  | 132  | 128  | 119  |

| 1982 | 1990 | 1999 | 2004 | 2006 | 2009 | 2014 | 2019 | 2022 |
| ---- | ---- | ---- | ---- | ---- | ---- | ---- | ---- | ---- |
| 127  | 127  | 117  | 130  | 145  | 166  | 174  | 178  | 176  |

## Culture locale et patrimoine

### Lieux et monuments
Le hameau de la Corbière n’a plus d’église, mais possède toutefois la plus vieille cloche de Savoie — datant du XIIIe siècle — et l’une des plus anciennes de France. Elles sont érigées sous la forme d'un carillon qui se trouve sur le site d'une ancienne chapelle datant de l'an 600.
La route des Templiers, appelée autrefois « Le Temple » est un ancien prieuré dit de « Saint-Jacques de la Corbière » qui a appartenu successivement aux Bénédictins, aux moines de Novalèse (960-1260) puis aux Templiers (1260-1312).

### Héraldique
| Blason de Saint-Pierre-de-Belleville | Blason  | D'azur à la cloche en fer du lieu au naturel ; mantelé cousu de gueules chargé d'une croix d'argent et de deux clés de sable passées en sautoir brochant sur la croix. |
| Blason de Saint-Pierre-de-Belleville | Détails | Le statut officiel du blason reste à déterminer. |